# تمير ذهبي الجناح
تمير ذهبي الجناح (الاسم العلمي: Drepanorhynchus reichenowi)، نوع من الطيور من فصيلة التميريات. تضم ثلاثة سلالات معترف بها. توجد في جمهورية الكونغو الديمقراطية وكينيا وتنزانيا وأوغندا.